# Lion-Peugeot VD 2
Der Lion-Peugeot VD 2 (nach anderen Quellen Lion-Peugeot VDZ) war ein Personenkraftwagen von Lion-Peugeot.

## Beschreibung
Lion-Peugeot brachte das Modell 1915 als Nachfolger des Lion-Peugeot VD auf den Markt. Bis zur Produktionseinstellung im gleichen Jahr entstanden 480 Exemplare. Es gab keinen Nachfolger.

## Motor, Antrieb und Fahrleistungen
Für den Antrieb sorgte ein V4-Motor mit 1888 cm³ Hubraum und 10 PS Leistung. Der Motor war vorne im Fahrzeug montiert und trieb über eine Kardanwelle die Hinterachse an. Das Getriebe verfügte über vier Vorwärts- und einen Rückwärtsgang.
Die Höchstgeschwindigkeit war mit 60 km/h angegeben.

## Abmessungen und Aufbauten
Bei einem Radstand von 2,75 m und einer Spurweite von 1,3 m war das Fahrzeug 4 m lang, 1,75 m breit und 1,7 m hoch. Zur Wahl standen die Karosserieversionen Torpedo, Limousine und  Landaulet.